# Cyclosa tapetifaciens
Cyclosa tapetifaciens är en spindelart som beskrevs av Richard Hingston 1932. Cyclosa tapetifaciens ingår i släktet Cyclosa och familjen hjulspindlar. Inga underarter finns listade i Catalogue of Life.